# Ватерполо репрезентација Северне Македоније
Ватерполо репрезентација Северне Македоније представља Северну Македонију на међународним ватерполо такмичењима.
Учествовала је на два Европска првенства и једном Светском првенству.

## Резултати на међународним такмичењима

### Олимпијске игре
Није учествовала

### Светско првенство
- 1994 - 2007: Није се квалификовала
- 2009: 14. место
- 2009: Није се квалификовала

### Европско првенство
- 1993 - 2006: Није се квалификовала
- 2008: 8. место
- 2010: 12. место
- 2012: 11. место

### Светски куп
Није учествовала

### Светска лига
- 2002 - 2009: Није се квалификовала
- 2010: Квалификациони турнир
- 2011: Квалификациони турнир
- 2012: Квалификациони турнир

## Састави
- Европско првенство 2008. - 8. место:

Далибор Перчинић, Игор Милановић, Иван Вуксановић, Мирослав Крстовић, Небојша Милић, Сашко Поповски, Марко Мићић, Еди Бркић, Душан Крстић, Марко Башић, Ненад Петровић, Данијел Бенић и Милош Вросевић.
- Светско првенство 2009. - 14. место:

Далибор Перчинић, Анастас Белеј, Иван Вуксановић, Димитар Димовски, Небојша Милић, Димитар Стојчев, Марко Мићић, Владимир Кречковић, Душан Крстић, Марко Башић, Ненад Петровић, Данијел Бенић и Милош Вросевић.
- Европско првенство 2010. - 12. место:

Далибор Перчинић, Игор Рачуница, Иван Вуксановић, Здравко Делаш, Ненад Бошанчић, Владимир Кречковић, Благоје Ивовић, Еди Бркић, Димитар Димовски, Владимир Латковић, Ненад Петровић, Данијел Бенић и Бојан Јаневски. Селектор: Стеван Нонковић.